# Giuseppe Bonomi (dirigente d'azienda)
Giuseppe Bonomi (Varese, 8 giugno 1958) è un dirigente d'azienda, politico e dirigente pubblico italiano, già presidente della società di gestione aeroportuale SEA.

## Biografia
Laureato in giurisprudenza, nel 1991 è vicepretore onorario presso la Pretura circondariale di Varese. Nel 1993 inizia la sua attività politica come assessore all'urbanistica nel comune di Varese, in quota Lega Nord. Nel 1994 è eletto deputato nel collegio di Sesto Calende. Nello stesso anno entra a far parte del consiglio di amministrazione della società SEA, che si occupa della gestione degli aeroporti milanesi di Linate e Malpensa.
Due anni più tardi ricopre il ruolo di assessore ai lavori pubblici nel comune di Milano nella giunta guidata dal sindaco Marco Formentini. Dal 1997 al 1999 è presidente della SEA nel periodo dell'avvio dell'hub intercontinentale, il cui progetto aveva il nome di "Malpensa 2000". Nell'estate del 2001 viene archiviata l'inchiesta avviata dalla procura di Milano relativamente agli appalti della Sea in Argentina.
Nel 2003 riceve un avviso di garanzia da parte della Procura di Milano al quale segue un mandato di perquisizione degli uffici con l'accusa di corruzione nell'assegnazione degli appalti all'Anas di Milano, società della quale è stato anche consigliere di amministrazione fino al 2006. Entrambe le inchieste vengono archiviate senza arrivare alla fase del rinvio a giudizio.
Dal 2003 al 2004 è presidente della compagnia aerea Alitalia, su nomina del ministro Lunardi. Durante lo svolgimento dell'incarico entra più volte in conflitto con l'amministratore delegato Francesco Mengozzi.
Dal 2004 è presidente della compagnia aerea Eurofly, specializzata nel settore dei voli charter. Per l'anno fiscale 2006 ha dichiarato 488 000 euro.
A fine 2006 lascia l'Eurofly, quando il sindaco di Milano Letizia Moratti lo riporta a dirigere la società Sea, dove ricopre il doppio ruolo di presidente e amministratore delegato. Il doppio stipendio (totale 650 000 euro l'anno) è stato contestato dalla Corte dei Conti perché sopra il tetto previsto dalla legge
. Rimane alla guida di SEA fino al giugno 2013, quando viene sostituito da Pietro Modiano (ex banchiere vicino al centrosinistra).
In un documento sulle dichiarazioni patrimoniali e reddituali rese dai titolari di cariche elettive e direttive di alcuni enti, a cura della Presidenza del Consiglio dei Ministri ai sensi dell'art. 12 della legge 5 luglio 1982 n. 441, risulta che il manager vanti per il 2010, redditi annui pari a 919 847 €.